# Клеобул

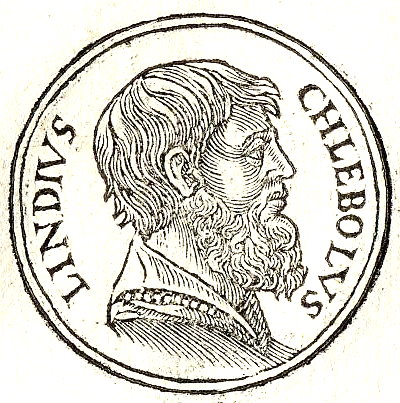
Портрет из сборника биографий
Promptuarii Iconum Insigniorum (1553 год)

Клеобул (греч. Κλεόβουλος, около 600—530 гг. до н. э.) — тиран родосского города Линдоса с ок. 570 г. до н. э., сын Эвагора, один из «семи греческих мудрецов» VI века до н. э..

## Политическая деятельность
Будучи правителем Линдоса на протяжении 40 лет, Клеобул обновил знаменитый храм Афины Линдийской и построил водопровод, снабжавший город водой вплоть до Средневековья (часть водопровода используется до сих пор). Результатом военных походов Клеобула стало завоевание Ликии.

## Философия
Клеобул выступал за обучение и просвещение женщин в том числе потому, что из детей имел только дочь поэтессу Клеобулину, известную своими загадками, написанными гекзаметром. Ему приписываются изречения: «Лучше всего — соблюдать меру» (др.-греч. μέτρον ἄριστον), «Нужно слушать, но не подслушивать», «Не делай ничего с насилием», «Жену свою при других не брани и не ласкай: первое неприлично, а второе может привести других в ярость», «Не презирай низших», «Добрых людей легко обмануть» и многих других подобных. Автор многочисленных стихов, песен, шарад и загадок, в том числе дошедших  до нас.
Климент Александрийский назвал Клеобула царем линдийцев , а Плутарх говорил о нем как о тиране . Письмо, цитируемое Диогеном Лаэртским, в котором Клеобул приглашает Солона в Линдос, чтобы найти убежище от тирана Писистрата в Афинах, является более поздней подделкой . В Египте Клеобул изучал философию . Считается, что Клеобул дожил до семидесятилетнего возраста , и его отличали по силе и красоте человека .
На северной оконечности бухты Линдос находится каменный курган, который иногда называют «Гробницей Клеобула» .
В честь него также был назван астероид 4503 Клеобул, открытый в 1989 году.